# 膜
- 關於弦理论概念，請見「膜 (物理学)」。
- 關於解剖学概念，請見「膜 (解剖学)」。

膜是许多不同的软的、皮质的隔绝层材料的总称。

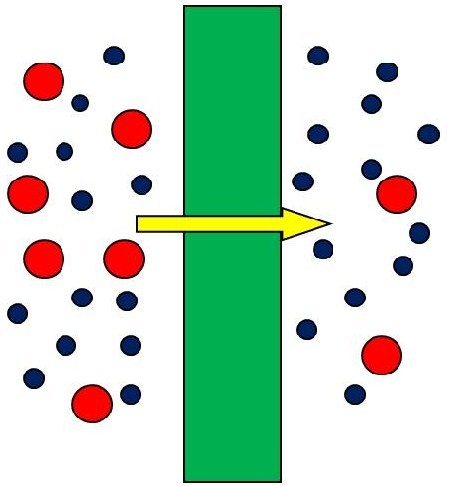
基于尺寸的膜过滤示意图

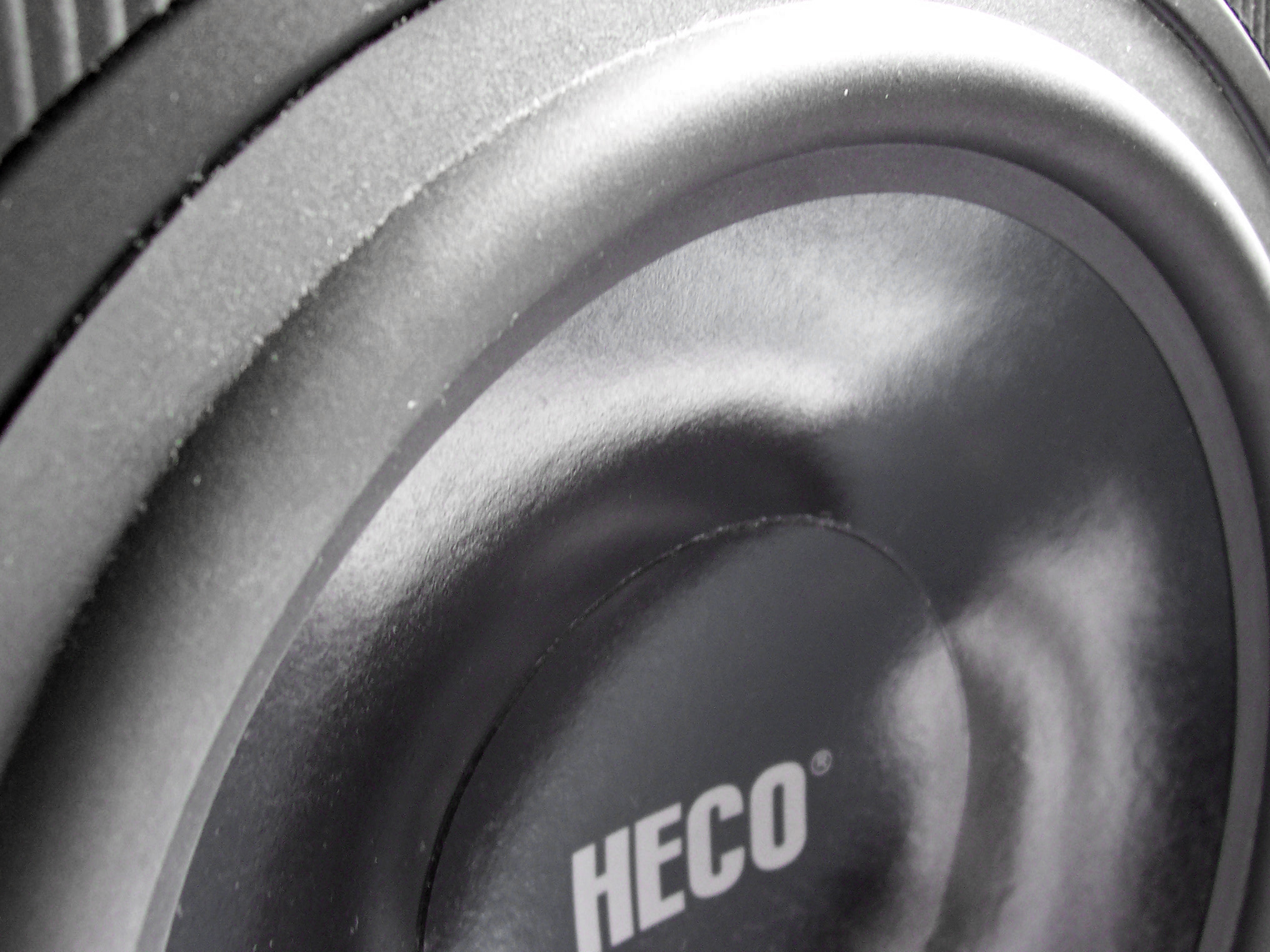
一个低音音箱上的膜

膜可以用来分隔不同的物质，也可以用来产生振动。
膜的一个特性是在承受压力时只能够抵抗應力，并把它传到膜的边缘，这个特性的一个非常常见的例子是肥皂泡。
此外，有的物理学理论认为构成宇宙最基本的元素之一是一种类似于膜的结构——P膜，参见M理论。

## 隔阂膜
隔阂膜有技术人工制造的和生理自然产生的。生物膜由类脂双层组成，它们可以隔阂细胞（细胞膜）和器官的内部与外部的细胞质。

### 渗透性
根据膜的渗透性可以区分：
- 完全不渗透
- 半渗透（半透膜或有选择渗透）
- 单向渗透
- 全渗透

假如没有半透膜的话今天的生命不可能存在，因为所有的细胞都由一层半透膜环绕，只有一定的物质能够进入细胞内部。
技术上使用的人工膜是由聚合物组成的，一般是通过浇制非常薄的层制作的。其它的制作方法包括凝结和腐蚀。
膜的半透性是由膜上的孔造成的，这些孔可以根据不同的溶解性、扩散或者电荷来区分不同的物质。渗透的动力是压力、化学压或者浓度压、温度和电荷。
膜最重要的技术应用是通过逆滲透从海水中提取淡水（每年全世界约700万立方米）、食品工业中的过滤、回收有机蒸汽（比如回收汽油蒸汽）和通过电解制氯。在净化废水的过程中膜技术也越来越重要。通过微过滤可以去除悬浮物和重分子，以此对废水消毒。尤其是要引入非常敏感的蓄水池或者可以游泳的湖的时候这个过程非常重要。50%的膜则使用在医学中：作为人工肾透析血液中的毒物和人工肺向血液提供氧。

## 振动膜
在技术上膜可以用来产生、加强、吸收、阻尼或者测量振动。要使得膜产生振动必须有一个通过对膜的边缘施加的应力。振动可以通过不同的方式产生，比如通过声波（耳膜）、通过打击或者通过电子方法（喇叭）。
在声学的不同领域中这些振动膜有非常重要的作用。比如许多声电转换器使用它们把声波转换为电波（麦克风），而在喇叭或耳塞机中又把电波转换为声波。一些乐器如膜质乐器也通过膜发声。听诊器也依靠膜来放大身体内的声音。
在生物学中振动膜也有很大的作用。